# Rogelio Velasco
Rogelio Velasco Pérez (Sevilla, 1957) es un economista, docente y político español. Fue elegido por el partido político Ciudadanos para dirigir la Consejería de Economía, Innovación y Conocimiento de Andalucía, que pasa a llamarse Consejería de Transformación Económica, Industria, Conocimiento y Universidades el 4 de septiembre de 2020 hasta julio de 2022.

## Biografía
Rogelio Velasco nació en Sevilla en 1957. Obtuvo su licenciatura en Economía en la Universidad Hispalense, se doctoró en la misma disciplina en la Universidad de Málaga, donde ejerció de profesor desde 1989 hasta 1990, y ha sido catedrático en la Universidad de Granada.
También ha trabajado en instituciones científicas fuera España: fue investigador asociado en la Universidad de Berkeley entre 1990 y 1993, ha sido profesor de la Escuela de Negocios Stern de la Universidad de Nueva York y consultor del Banco Interamericano de Desarrollo y Banco Mundial en Washington D. C..
De la misma forma, Velasco ha conjugado la investigación con la empresa privada. Ha ocupado diversos puestos en Telefónica, como Director de Finanzas, Director de Inversiones de Venture Capital y Jefe de la Unidad de Contenidos Corporativos. Desde enero de 2012 hasta su incorporación al gobierno de la Junta de Andalucía en 2019 ha sido profesor de Emprendimiento en la IE Business School de Madrid.